# Roberts Ķīlis
Roberts Ķīlis (født 14. marts 1968 i Riga i Lettiske SSR, død 19. marts 2022) var en lettisk socialantropolog, associeret professor ved Stockholm School of Economics in Riga, formand for Letlands strategiske analysekommission og lettiske minister for uddannelse og videnskab.
Ķīlis gik i mellemskole i Valka i det nordøstlige Letland og dimitterede 1991 fra Letlands Universitets filosofifakultet med udmærkelse. I 1999 dimitterede Ķīlis med en ph.d. fra University of Cambridges socialantropologiske afdeling. I 1994 blev han associeret professor ved Stockholm School og Economics in Riga. Ķīlis var medstifter af Letlands Antropologforening. Den 15. oktober 2008 blev han indsat som formand for Letlands strategiske analysekommission. Den 25. oktober 2011 udnævntes han til at være Letlands minister for uddannelse og videnskab i Valdis Dombrovskis' tredje regering.